# Pieter van Vessem
Pieter van Vessem (Rotterdam, 24 december 1903 – aldaar, april 1945) was een Nederlandse luitenant die later in Duitse militaire dienst trad. Van Vessem gaf als SS-Hauptsturmführer lange tijd leiding aan een speciale commando-eenheid in Oranienburg, die later geleid zou worden door Otto Skorzeny.
Vanaf 1943 was Van Vessem lange tijd actief in de omgeving Den Haag. Hij vergaarde zijn vermogen (o.a. een grote hoeveelheid gouden tientjes) onder verdachte omstandigheden.
In 1945 werd hij tezamen met zijn echtgenote Elsbeth Kontecki slachtoffer van een roofmoord door Peter Louis Henssen en Jan Arie de Groot. Hun stoffelijk overschot werd gevonden in het Boerengat.